# Krajt
Krajt (Gereute, Reut) je zaniklý manský statek s tvrzí, ležící na dosud blíže neznámém místě při Marynské stezce.

## Krajt a literatura
První informace o Krajtu přináší August Sedláček. Ten o něm uvádí, že se jednalo o manský statek hradu Tachov. V roce 1518 jej král Ludvík udělil v manství Jiříkovi z Trautenberka, po němž je zde v roce 1528 zmiňován sezením jeho potomek Erhart. V roce 1606 je zmiňován pustý zámek Greyte a v roce 1637 je jako součást Štokova uváděn pustý dvůr Krajt. Sedláček jej ve svém díle Hrady, zámky a tvrze Království českého XIII z roku 1905 umisťuje do lesů na severozápad od Štokova. V díle Místopisný slovník historický Království českého, který vyšel o 3 roky později, je pak statek zasazován do okolí tří vesnic Brand. Těmito vesnicemi je myšlena obec Žďár, která se skládala z Předního, Prostředního a Zadního Žďáru a několika dalších samot (např. Viehruh či Ganabartl).
Ve 40. letech 20. století Antonín Profous ve svém díle odhaluje vznik názvu z výrazu Gereut, což označuje novinu, kopaninu, myť či paseku. Další informace k historii přinášejí v roce 1988 v díle Hrady, zámky a tvrze okresu Tachov I historici Zdeněk Procházka a Jiří Úlovec. Podle nich získal Jiří z Trautenberku statek již v roce 1505 a v roce 1518 je zde uváděna tvrz s rybnatým potokem a dalším příslušenstvím. K roku 1528 se však již tvrz neuvádí. Ve zprávě z roku 1606 je jako nový majitel části tachovského panství zmiňován Václav Chlumčanský na Štokově a Jemnici, který jej obdržel od císaře Rudolfa II. (mezi nimi i pustý zámek Greyte). Z této doby také pochází bližší lokalizování statku, když jej zpráva zasazuje na levou stranu Marynské stezky ve směru na Marynk (dnešní Mähring v Německu). Při prodeji části Štokova k Plané v roce 1637 je zmiňován pustý dvůr na Kraytu. Autoři závěrem docházejí k možnosti, že na místě Krajtu později stál některý ze Žďárů, vyskytujících se v pramenech až od roku 1727.
V roce 1994 upozornil Zdeněk Procházka ve svém díle o Českém lese na zaniklou lokalitu Tišina, zvanou také Kenruh či Viehruh. Měla zde stávat hájovna velkostatku Planá a Procházka se domníval, že by se v jejím okolí mohla nalézat zaniklá tvrz s dvorem, známá jako Krajt.

## Lokalizace podle Zdeňka Buchteleho
O lokalizaci tvrziště se na počátku 21. století pokusil historik Zdeněk Buchtele. Ten provedl terénní výzkum oblasti mezi Halží, Štokovem a Broumovem, kde se podle známých historických údajů měl Krajt nacházet. Po několikaměsíčním průzkumu pak 15. července 2003 zveřejnil své závěry, na základě nichž dle svého názoru lokalizoval místo zaniklého Krajtu. Tvrziště se mělo nacházet asi 350 metrů na východ od zaniklé osady Ganabartl (zaniklé v roce 1946) a více než 1 km na sever od Předního Žďáru, na Hvozdném potoce, pravostranném přítoku Hamerského potoka. Za tvrziště zde označil jeden z rybníků. Nedaleko se nachází patrné pozůstatky hrázky, která podle jeho názoru měla sloužit k regulaci vody v dnes zatopeném příkopu. Za centrální tvrziště považuje nenápadný travnatý ostrůvek nacházející se přibližně uprostřed rybníka. Na západní straně pak měl být stále patrný příkop a na jihu a jihovýchodě val, sloužící dnes jako hráz. K místu navíc zveřejnil mapku lokality.

### Kritika Luďka Krčmáře
Nedlouho po zveřejnění prvních závěrů a objevu tvrziště se na Zdeňka Buchteleho snesla kritika, především ze strany historika Luďka Krčmáře. Podle něho totiž mapka neodpovídala realitě a nemohl tak místo najít. Ten ovšem nemohl na místě najít ani onen nenápadný ostrůvek a proto se rozhodl dané místo v rybníce prozkoumat osobně. V místech, kde se měl ostrůvek nacházet, však zjistil, že v místě pahorku se povrch propadá do hloubky, naopak v místě příkopu je úroveň stejná jako blíže ke břehu.

### Reakce Zdeňka Buchteleho na Krčmářovu kritiku
Buchtele ve své reakci nejenže kritizuje Krčmářovu neschopnost orientovat se podle mapy, zároveň ale také přináší doplňující informace k opevnění tvrze. Upozorňuje především na skutečnost, že v období mezi světovými válkami mělo dojít k poškození valu tvrziště, který tam musel být několikrát provizorně opravován. K dalšímu poničení mělo dojít za druhé světové války a teprve po válce mělo být místo vyčištěno a val/hráz opravena do současné podoby. Kvůli problém s průsaky nebyl vzniklý rybníček nikdy využíván. Další doplňující informace se zaobírali cestou do Mähringu, která byla v okolí rybníčku rozbahněná a po roce 1989 zarostla náletovým porostem, takže se stala neprostupnou.

### Reakce Karla a Martina Prachových na objev
Terénní situaci po objevu prozkoumali také Karel a Martin Prachovi. Ani těm se nepodařilo identifikovat onen travnatý ostrůvek. Naopak na základě provedené geobotanické indikace označili celou zarostlou plochu rybníčku za naplaveninu s porosty zblochanu vzplývavého, ostřice zobánkaté a menší ostrůvky skřipiny lesní. Také oni se tedy přiklonili k názoru, že zde Krajt zřejmě nestál.

### Reakce Zdeňka Procházky na objev
Také Zdeněk Procházka nesouhlasil s názorem na objevení tvrziště Krajt v Buchtelem uvedené lokalitě. Upozorňuje především na chybějící přítomnost Marynské stezky. Krajt se měl nacházet nedaleko Štokova, takže v tomto případě by v úvahu připadaly plánská nebo tachovská větev stezky. Ovšem uváděná lokalita se nachází mezi těmito větvemi při cestě, která spojovala Chodský Újezd se samotou Ganabartl. Lokalizaci Krajtu navíc ztěžuje fakt, že zmínka z roku 1606 se netýká přímo Krajtu, ale pozemků, které získal Václav Chlumčanský. Vlastní statek se tak mohl nacházet i na pravé straně stezky. Vlastní rybníček, na jehož "ostrůvku" se měla tvrz nacházet, pak vznikl patrně někdy mezi lety 1768 a 1850. Největší šířky rybníček dosahuje 40 m. Jak uvádí Zdeněk Procházka, pokud by se na každé straně odečetlo 10 m na příkopy, zbývalo by na místo vlastní pozdně gotické tvrze či spíše renesančního sídla pouhých 20 m, což je velmi málo. Ostrůvek v rybníčku je tedy s největší pravděpodobností vzniklý naplaveninami a místo Krajtu je tedy třeba hledat jinde.

### Buchteleho doplnění
Zdeněk Buchtele publikoval v časopise Objevy a zajímavosti v okolí Mariánských Lázní v roce 2011 článek, v němž se snaží předložit další důkazy pro „svoji“ lokalizaci tvrze. Připojil výřezy ze starých map, svědectví pamětníků, fotografie z terénního průzkumu, leteckou fotku a svůj situační náčrtek.